# 五营林业局
五营林业局是一个位于中华人民共和国黑龙江省伊春市丰林县的类似乡级单位，亦是黑龙江伊春森工集团所属的一个林业局。
五营林业局位于小兴安岭南坡腹地，伊春市东北部。林业局施业区面积120573公顷，丰林国家级自然保护区面积18165.4公顷，丽林实验林场面积8128公顷。

## 行政区划
五营林业局下辖以下单位：
翠北林场、前丰林场、永丰经营所、平原经营所、丽丰经营所、杨树河经营所、平山经营所和丽林经营所。